# Mai 1968
Portal Geschichte | Portal Biografien | Aktuelle Ereignisse | Jahreskalender | Tagesartikel

◄ |
19. Jahrhundert |
20. Jahrhundert
| 21. Jahrhundert

◄ |
1930er |
1940er |
1950er |
1960er
| 1970er | 1980er | 1990er | ►

◄ |
1964 |
1965 |
1966 |
1967 |
1968
| 1969 | 1970 | 1971 | 1972 | ►

◄ |
Februar 1968 |
März 1968 |
April 1968 |
Mai 1968 |
Juni 1968 |
Juli 1968 |
August 1968 |
►
Dieser Artikel behandelt tagesbezogene Nachrichten und Ereignisse im Mai 1968.
Laufende längere Ereignisse (auch in diesem Monat)
- Nigeria: Der Biafra-Krieg, Bürgerkrieg von 1967 bis 1970

- Prag: Nach einem Führungswechsel in der KP im Vorjahr bestehen in der ČSSR einigen Wochen Unklarheit über eine neue Richtung, einen Reformkurs, der tschechoslowakischen Regierungspartei unter Alexander Dubček, der zum „Prager Frühling“ und dessen Niederschlagung durch Truppen des Warschauer Paktes und der Besetzung des Landes führt.

- Zeitraum im Vietnamkrieg in Südvietnam – die Tet-Offensive gegen die südvietnamesischen und amerikanischen Alliierten dauerte vom 29./30. Januar bis zum 23. September 1968. Sie hatte ihren Höhepunkt bereits im Januar und Februar erreicht.

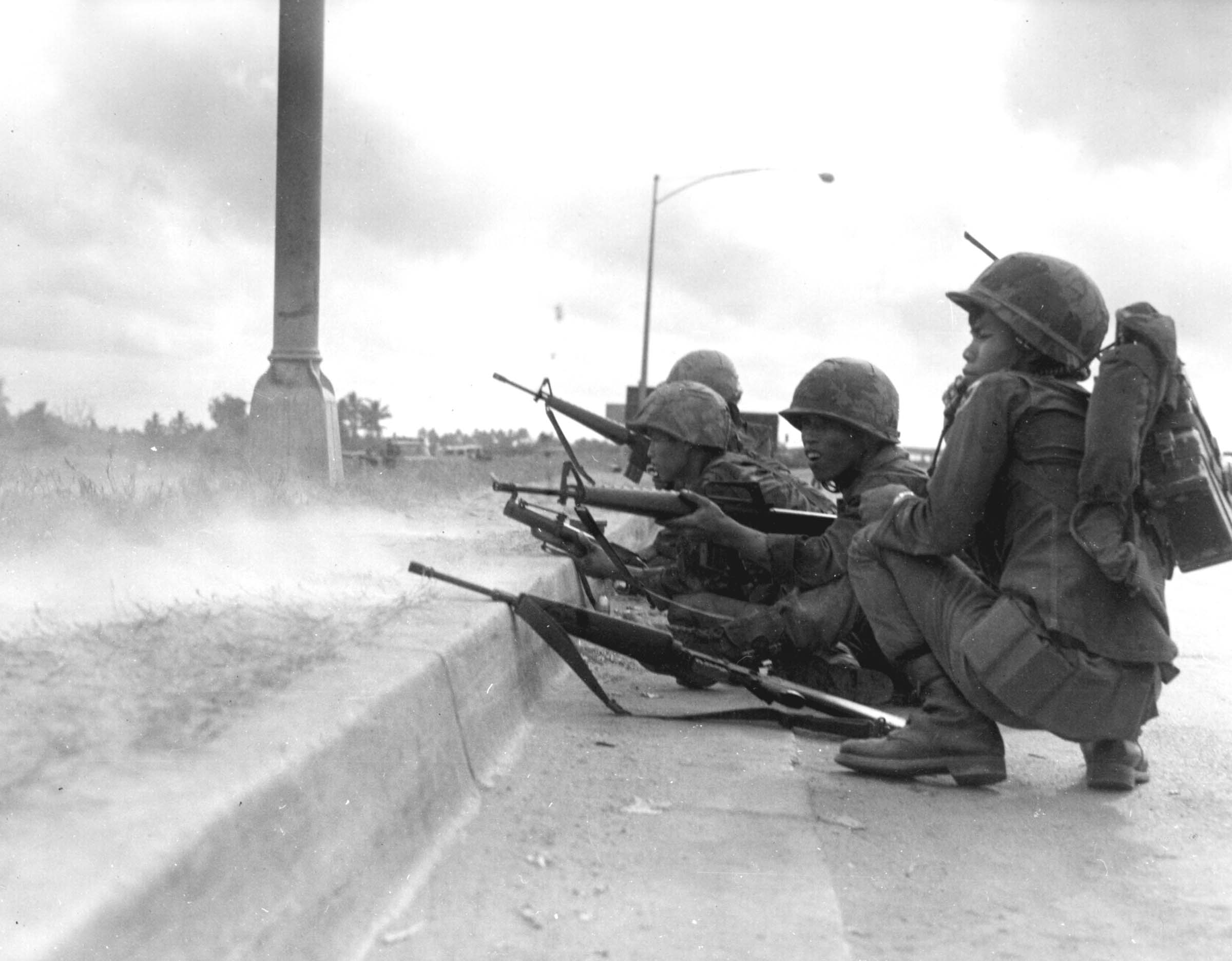
Verteidiger in Saigon

## Tagesgeschehen

### 1. Mai(Mittwoch)
- Freihandelszone Caribbean Free Trade Association (Carifta) für die britischen Antillen gegründet

Geboren:
Oliver Bierhoff, später deutscher Profi-Fußballspieler

### 2. Mai(Donnerstag)
- Memphis, Tennessee, USA: Start zum „The Poor People’s March on Washington“ (Teil der US-Bürgerrechtsbewegung), der Start war nach der Ermordung von Martin Luther King jr. verschoben worden.
- Ägypten, Volksabstimmung über die Politik von Präsident Nasser mit 99,989-prozentiger Zustimmung (in der Folge der Niederlage Ägyptens im Sechstagekrieg von 1967).

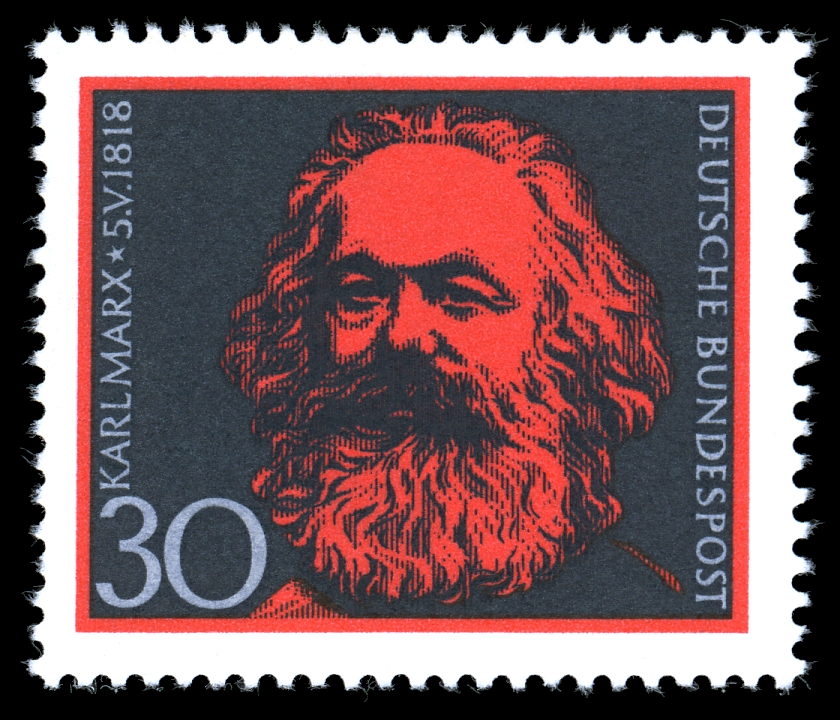
Bundespost-Gedenkmarke Karl Marx (zum 5. Mai)

- Bonn: Das 4. Protokoll zur Europäischen Menschenrechtskonvention (vom 16. September 1963) tritt in Kraft – danach sind Kollektivausweisungen von Ausländern nicht zulässig.

Geboren:
Jeffrey Alan Agoos, US-amerikanischer Fußballspieler und Manager

### 3. Mai(Freitag)
- Paris: Beginn der Besetzung der Universität Sorbonne durch Studierende
- Dawson, Texas: Beim Absturz von Braniff Flight 352 starben bei einem schweren Gewitter alle 85 Personen an Bord des Passagierflugzeugs (turboprop Lockheed L-188A Electra; Flug von Houston nach Dallas)[1]

Geboren:
Oliver Eickelberg, deutscher Pneumologe

### 4. Mai(Samstag)
- Stuttgart: Eröffnung der Ausstellung „50 Jahre Bauhaus“ im Beisein des Bauhausgründers Walter Gropius.

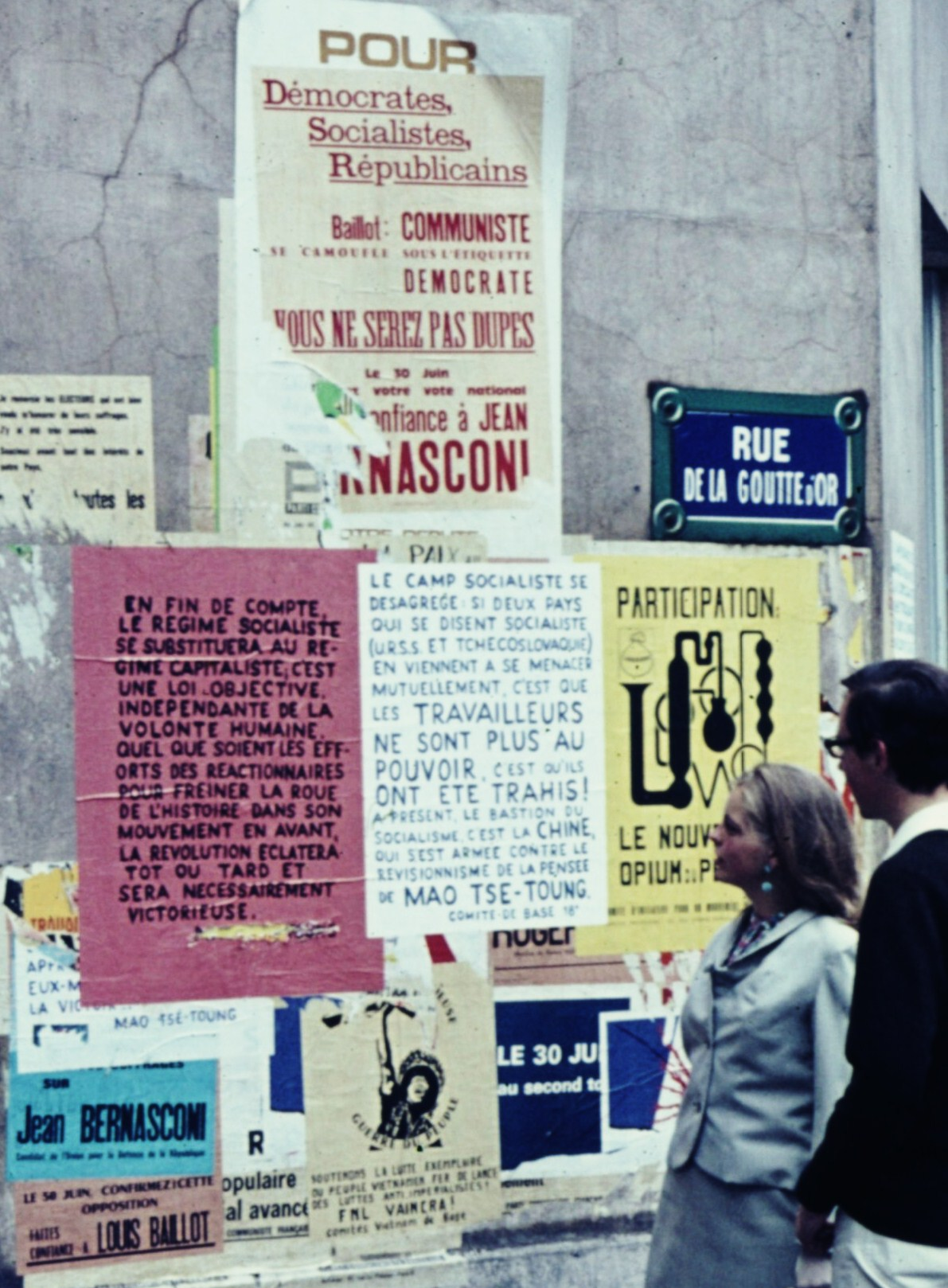
Plakate im Paris von 1968

Geboren:
Francesca Bortolozzi, italienische Fechterin

### 5. Mai(Sonntag)
- Saigon – heute Ho-Chi-Minh-Stadt: um eine Woche verzögerter Beginn der Phase II der Tet-Offensive (auch als Mai-Offensive oder „Little Tet“ bekannt), Hauptstoßrichtung gegen die südvietnamesische Hauptstadt Saigon (bis 30. Mai)
- Bonn: Gedenkbriefmarke zum 150. Geburtstag des deutschen Wirtschaftsphilosophen Karl Marx wurde von der Deutschen Bundespost herausgegeben.

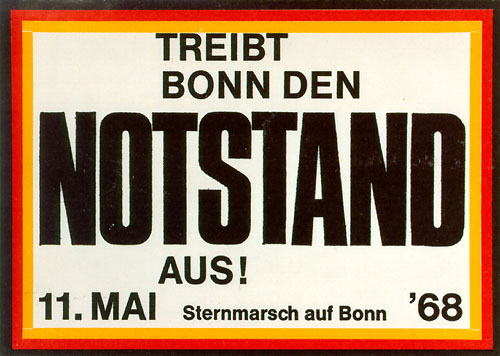
Demonstrationsaufruf der Außerparlamentarischen Opposition

### 6. Mai(Montag)
- Paris: Eine erste „Straßenschlacht“ um die von Studenten besetzte Sorbonne (so genannte Mai-Unruhen in Paris)

### 11. Mai(Samstag)
- Kabul/Paris: Premierminister Pompidou bricht wegen der Proteste in Frankreich seine Afghanistan-Reise ab
- Bonn: Sternmarsch gegen die geplanten Verfassungsänderungen mit rund 30.000 Teilnehmern aus dem ganzen Bundesgebiet (Polizeiangabe)

### 12. Mai(Sonntag)
- Kham Duc, Vietnam, östlich von Da Nang: in einem Kampf vom 10. bis 12. verlieren die US-, südkoreanische und südvietnamesische Truppen den dortigen Stützpunkt
- Panama-Stadt: Präsidentenwahl in Panama; Wahlsieger war der kurz darauf aus dem Amt geputschte Arnulfo Arias

Geboren:
Falilat Ogunkoya, nigerianische Leichtathletin und Olympionikin
Tony Hawk, US-amerikanischer Skateboarder

### 13. Mai(Montag)
- Paris: Beginn direkter Friedensverhandlungen zwischen den USA und Nordvietnam

Geboren:
Sonja Zietlow, deutsche Fernsehmoderatorin

### 14. Mai(Dienstag)
- Washington, DC: US-Präsident Nixon schlägt in einer Fernsehansprache den gleichzeitigen Abzug von NVA- und US-Truppen vor und garantiert den Erhalt des von den USA abhängigen südvietnam. Thieu-Regimes.
- New York City: John Lennon und Paul McCartney geben bei diversen Veranstaltungen Ziele und Struktur der von den Beatles in den vergangenen Wochen gegründeten Firmengruppe unter dem Namen Apple bekannt (Beatles Ltd. wurde Apple Corps. Ltd. mit der Apple-Trademark in 47 Ländern für Apple Electronics, Apple Films Ltd., Apple Management, Apple Music Publishing, Apple Overseas, Apple Publicity, Apple Records, Apple Retail, Apple Tailoring).[2]

Gestorben:
Husband E. Kimmel, geb. 1882, ehemaliger US-amerikanischer Konteradmiral und Oberbefehlshaber der Pazifikflotte zur Zeit des Angriffs auf Pearl Harbor

### 16. Mai(Donnerstag)
- Prag: Nach der Gründung vom Klub angažovaných nestraníků (Klub engagierter Parteiloser, abgekürzt KAN) am 5. April 1968, erfolgte durch den Innenminister Josef Pavel seine vorläufige Genehmigung. Waren bei der Gründung etwa 200 Personen beteiligt, hatte der Klub jedoch in kurzer Zeit zwischen 40.000 und 50.000 Interessenten gefunden.[3] In den Statuten war die gleichzeitige Mitgliedschaft in einer anderen politischen Partei ausgeschlossen; somit befand er sich als eine der ersten Organisationen außerhalb des Einflussbereichs der Kommunistischen Partei der Tschechoslowakei.

### 17. Mai(Freitag)
- Frankreich: Ein Generalstreik dehnt sich landesweit auf gesamte Industriezweige aus
- Saigon: Südvietnams Premierminister Nguyễn Văn Lộc tritt zurück. Präsident Thieu (Militärdiktator) ernennt Trần Văn Hương zum Nachfolger.[4]

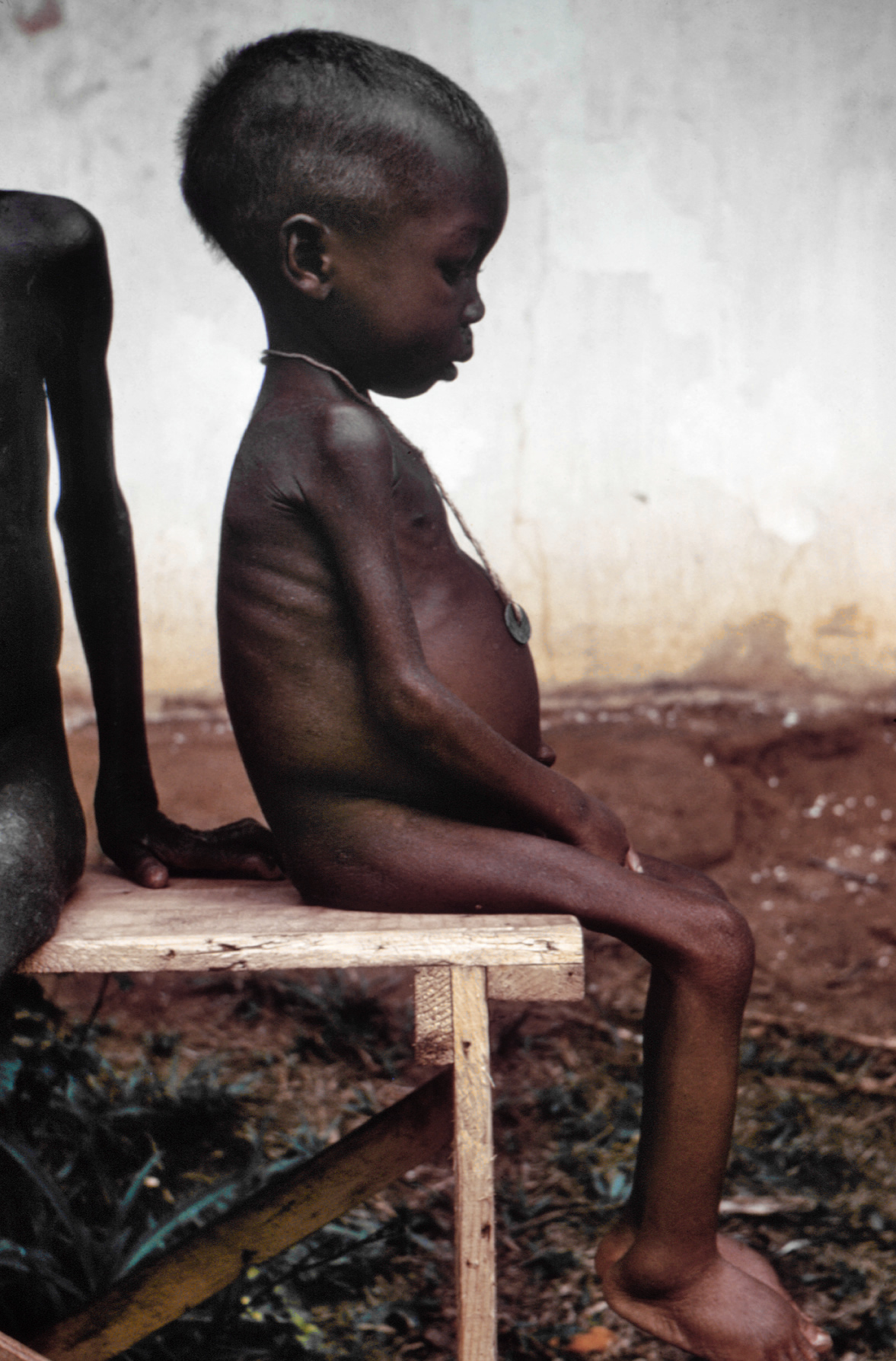
Kind mit Unterernährung als Kriegsfolge (Kwashiorkor)

### 18. Mai(Sonntag)
- Port Harcourt, Nigeria: Im Biafra-Krieg erobern nigerianische Truppen die wichtige Hafenstadt

Geboren:
Thomas Sykora, österreichischer Skirennläufer, Co-Kommentator beim ORF

### 19. Mai(Sonntag)
- Kairo Nach der Ankündigung einer weiteren Marienerscheinung von Zeitoun – am 4. Mai hatte der koptische Patriarch Kirellos VI. die Erscheinungen für glaubwürdig erklärt – kam es durch ein massenhaftes Gedränge bei der Kirche an diesem Tag zu 15 Todesfällen.
- Cannes: Die laufenden 21. Internationalen Filmfestspiele von Cannes wurden abgebrochen und es wurden keine Preise vergeben. Die Jurymitglieder, u. a. Louis Malle, Roman Polański und Jean-Luc Godard, erklärten sich mit den Pariser Studenten solidarisch.

Geboren:
Rodrigo González, chilenischer Musiker, Bassist in der Band Die Ärzte

### 20. Mai(Montag)
- Rom: Die Parlamentswahlen in Italien fanden am 19. und 20. Mai statt. Das Ergebnis führte zur Ablösung der Koalitionsregierung von Aldo Moro.

Geboren:
Everado Armenta, mexikanischer Boxer
Olaf Mast, deutscher Handballspieler und -trainer

### 22. Mai(Mittwoch)
- Norfolk, USA (Heimathafen): Das amerikanische Atom-U-Boot USS Scorpion versinkt mit 99 Mann 400 Meilen südwestlich der Azoren

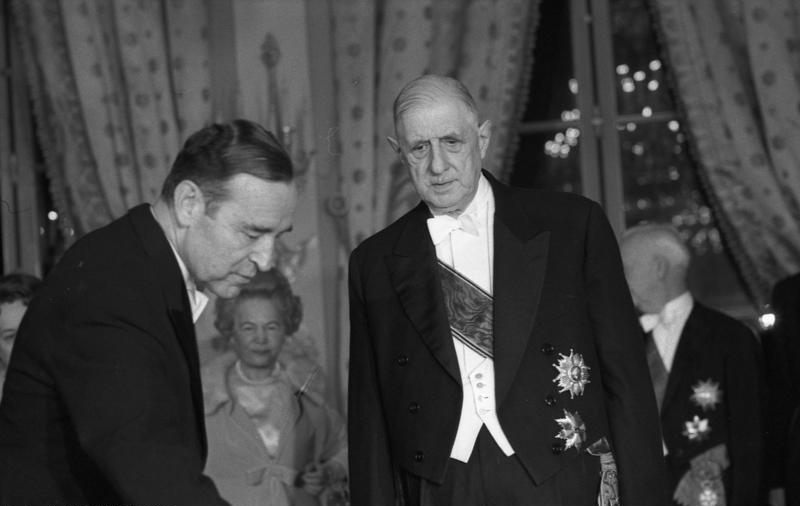
De Gaulle 1968 (bei der Einweihung des Palais Beauharnais, dt. Botschaft)

### 24. Mai(Freitag)
- Paris: Präsident De Gaulle kündigt Parlamentsneuwahlen für den 23. Juni an.

### 25. Mai(Samstag)
- Der 1. FC Nürnberg wird deutscher Meister in der Fußball-Bundesliga

### 26. Mai(Sonntag)
- Monte Carlo: Graham Hill gewinnt erneut das Formel-1-Rennen Großer Preis von Monaco

### 27. Mai(Montag)
- Grenelle: Unterzeichnung der Abkommen von Grenelle zwischen franz. Arbeitgebern, Gewerkschaften und der Regierung nach den Streiks und wochenlangen Verhandlungen über eine Erhöhung des Mindestlohns (35 %), Tariferhöhungen, die Verkürzung der Wochenarbeitszeit, Mitbestimmung und andere arbeitsrechtliche Verbesserungen – die „Accords de Grenelle“[5]
- Berlin: Als eine von vielen Protestaktionen dieser Tage in Deutschland gegen die geplanten Notstandsgesetze besetzten etwa 100 Studierende das Germanische Seminar der FU Berlin. Sie verbarrikadierten sich im Gebäude, hissten eine rote Fahne auf dem Dach und benannten das Seminar in „Rosa-Luxemburg-Institut“ um. Diese Besetzung dauerte mehrere Wochen.[6]

### 28. Mai(Dienstag)
- Heidelberg (Baden-Württemberg): auch an dieser Universität kommt es zu einem „Generalstreik“ der Studierenden. Die Aufgänge zu den Hörsälen werden durch einen Sitzstreik blockiert. Es folgt eine Vollversammlung zur Frage einer Grundordnung der Universität.[7]

Geboren:
Kylie Minogue, australische Sängerin und Schauspielerin

### 29. Mai (Mittwoch)
- Baden-Baden: Präsident De Gaulle (1890–1970) fliegt insgeheim zum Oberkommandierenden der Französischen Streitkräfte in Deutschland, General Jacques Massu.

### 30. Mai(Donnerstag)
- Bonn: Der deutsche Bundestag verabschiedet mit einer Zweidrittelmehrheit eine in der Öffentlichkeit kontrovers diskutierte Notstandsverfassung
- Paris: Marsch von einigen Hunderttausend (die genaue Zahl ist umstritten) konservativen Gegnern der Unruhen in Frankreich von der Place de la Concorde zur Place de l’Étoile. Die Kundgebung wird als Unterstützung des Präsidenten verstanden.
- Paris: Präsident De Gaulle droht am Abend in einer Radio-Ansprache mit der Verhängung des Ausnahmezustands. De Gaulle forderte die Arbeiter auf, zur Arbeit zurückzukehren.
- Die Beatles beginnen mit den Studioaufnahmen zu einem neuen Album; Weißes Album, es erscheint im November.

### 31. Mai(Freitag)
- Paris: Ministerpräsident Georges Pompidou ernennt Raymond Marcellin zum Innenminister. Dieser summiert die Zahl der Verletzten bei den Unruhen auf etwa 2000, davon seien ca. 200 Schwerverletzte. Die Zahl der fünf bis sieben Toten werden von ihm nicht genannt.
- Zürich: Konzert von Jimi Hendrix im Hallenstadion

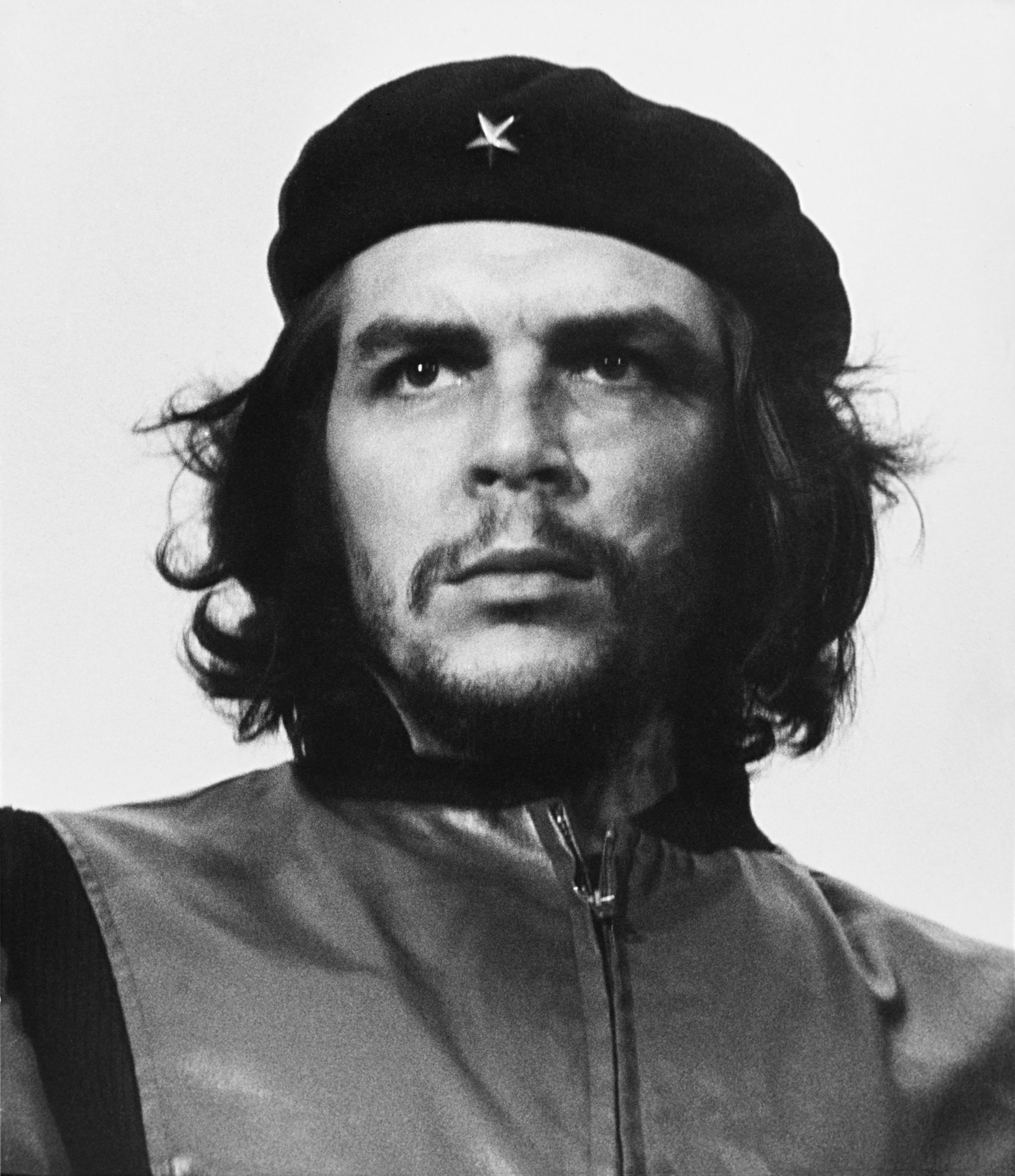
Che Guevara, Foto von Alberto Korda (Orig. 1960)

## Filme
- Don Kent (Regie): 1968 – Die globale Revolte (1/2) (1): „Die Welle“ (1965–1969) und (2): „Die Explosion“ (1970–1975), Frankreich, 2018, zwei Teile, zus. 190 Min.
- 1968mm – Sex und Rock-n-Roll. Regie: Jerry Rothwell, Felix Kriegsheim, Stefano Strocchi. Deutschland, 2017 (drei Folgen je 52–55 Min. 8-mm-Filme aus privaten Archiven. Drei Folgen, Erstausstrahlung am 25. Mai 2018)